# Giuseppe De Peretti
Giuseppe De Peretti (fl. XVIII-XIX secolo) è stato un matematico italiano del XIX secolo.

## Biografia

Saggio elementare, 1821
(Fondazione Mansutti, Milano).

Fu professore ordinario di aritmetica, scienze del commercio, contabilità mercantile all'Accademia Nautica di Trieste. La sua opera principale è Guida teorico-pratica alla scienza della contabilità mercantile, edita a Venezia nel 1827. Altra sua opera è il Saggio elementare sopra la scienza del commercio (1821), un manuale completo sul commercio, in particolare sulle vendite e il credito.